# Historia de Cartagena de Indias

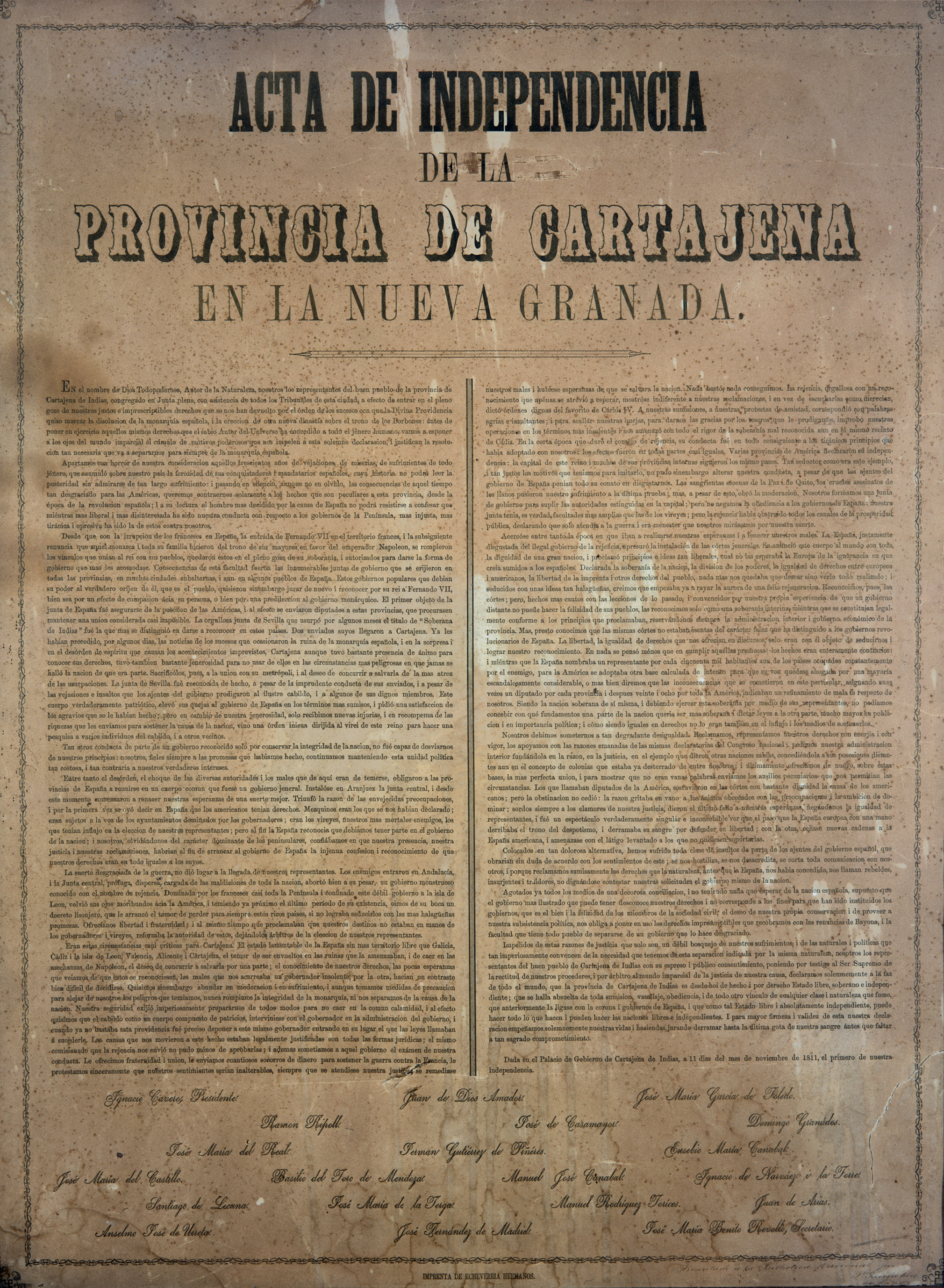
Acta de independencia de la provincia de Cartagena en la Nueva Granada.

La historia de Cartagena de Indias (Colombia) está marcada por el establecimiento en ella de un puerto durante época hispánica en Colombia.

## Época hispánica
La independencia de Cartagena se desarrolló en un periodo de diez años a partir del 11 de noviembre de 1811, fecha en la cual la ciudad declaró su independencia absoluta de España, constituyéndose en el primer territorio de la actual Colombia en declararse totalmente independiente, así como la segunda ciudad en América del Sur, después de Caracas, Venezuela. Cabe destacar que la extensión temporal de estos acontecimientos coincide con el período de mayor importancia para el destino soberano de las entonces provincias americanas.

## Época contemporánea

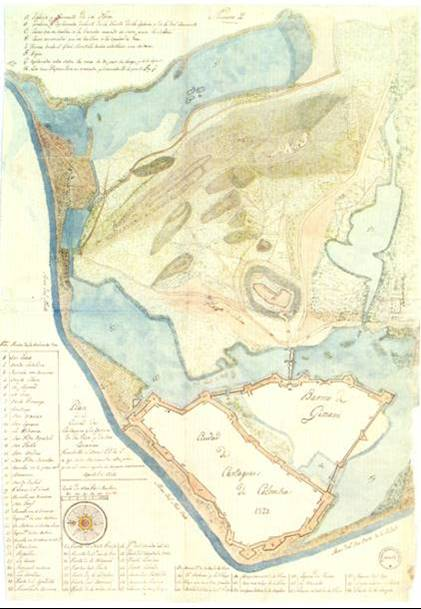
Cartagena y alrededores. 1823.

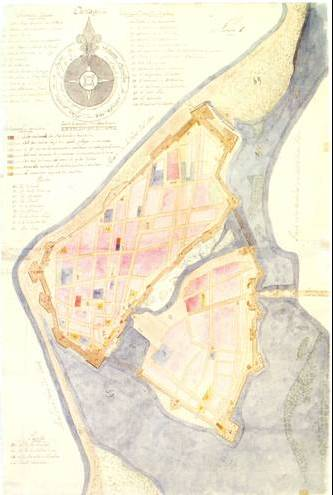
Croquis de Cartagena y sus lugares importantes. 1823.

Cartagena de Indias conservaba las costumbres y las tradiciones heredadas de la época en la que pertenecía al imperio español. La sociedad tenía tendencia a repartirse en castas bien definidas. La metrópoli seguía siendo el modelo. El creciente número de altos funcionarios extranjeros que llegaban a la ciudad, ejercía una influencia importante en las costumbres de la costa.

### Competencia por la supremacía marítima
El puerto por excelencia durante el Virreinato (pues España no tenía colonias) fue Cartagena, aunque Santa Marta siempre trato de disputarle el monopolio. Ambos puertos se hallaban equidistantes, Santa Marta por el norte y Cartagena por el sur, del río Magdalena, principal vía fluvial de comunicación con el interior,  por no decir la única vía; no siendo capaces de distribuir en forma efectiva los cargamentos de importación y exportación por este río. Aquí fue cuando entró en lucha por el monopolio, el pequeño y abierto puerto de Sabanilla, a muy corta distancia de Barranquilla y por énde del río Magdalena.
En 1830 empezó la competencia con Sabanilla, se resintieron los samarios y solicitaron al congreso la clausura de este puerto. Santa Marta mostró mayor movimiento de buques, con 137, de los cuales 68 eran extranjeros. Todo esto ocurrió dentro de la, aún llamada, Gran Colombia.
A principio de la década del 40, aunque el comercio total de Cartagena era grande, las importaciones por el puerto de Santa Marta habían superado las de Cartagena; pero Sabanilla tenía mayores exportaciones que Santa Marta; y a partir de 1845 Cartagena no pudo recuperar su posición como puerto principal. 
Así, mientras Cartagena decaía, Santa Marta se convirtió en el puerto preferido de los neogranadinos gracias a la creación de la compañía de Vapores en 1846, que con pequeños buques a vapor mercadeaba por el río Magdalena.
Los cartageneros desesperados ante el desastre que se les venía, pensaron en desarrollar varios proyectos para salvar su puerto, tales como dragar el canal de Bocachica para recibir buques de mayor calado; abrir un canal en Bocagrande, destruyendo la escollera construida por Antonio Arévalo; crear un puerto para reactivar la navegación por el canal del dique, pero nada de esto se llevó a cabo hasta 1850 cuándo se adecúo este viejo canal, abierto en 1651, pero en 1852 volvía a estar obstruido por la sedimentación.
Hacia 1842, el gobierno autorizó a Sabanilla como puerto paralelo. Debido a esta decisión llegaron más extranjeros a Barranquilla, hasta el punto de que en 1849 había trece casas de comercio en dicha ciudad, de las cuales ocho eran extranjeras, y ya en el mismo año llegaron a existir dieciocho casas comerciales en la Nueva Granada; siete en Barranquilla, seis en Bogotá, tres en Cartagena y dos en Santa Marta.

### Guerra de los Supremos

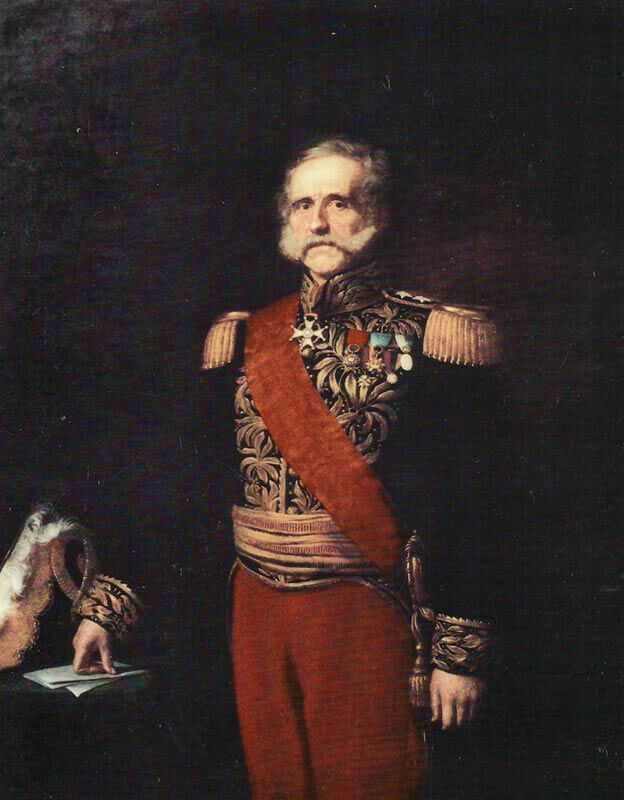
Tomas Cipriano de Mosquera.

La guerra civil de 1840, llamada la Guerra de los Supremos afecto las rutas que permitían la llegada de mercancías a Cartagena, con lo que se impedía la principal función del puerto, lo que consiguió aumentar la difícil situación por la que venía pasando.
En esta contienda Cartagena no tuvo un buen puesto en la guerra a causa de que sus “líderes” carecían de un mando unificado, y fueron derrotados por los generales Tomás Cipriano de Mosquera y Pedro Herrán.
El azote de la guerra toco a Cartagena, que por un tiempo estuvo en el poder de la fuerza que iba en contra del gobierno, y en octubre de 1841 se hallaba bajo el nuevo control de la facción constitucional, en peligro por ser atacada por la flotilla rebelde que, desde el Golfo de Morrosquillo, se presentaba para atacar a Cartagena al mando del teniente José Antonio Padilla, Veterano de Maracaibo, hermano del almirante y quien estuvo integrado a la marina desde 1833.
La ineficaz estrategia de las tropas insurrectas, y la mala disposición del gobierno sumiría a Cartagena en una miseria económica, evitando la entrada de exportaciones e importaciones. Frente a esto el gobierno Británico apoyado por las tropas gubernamentales, produjo un encuentro que fue decisivo en la Bahía de Cispatá el 19 de noviembre de 1841, produciendo 59 muertos, 23 heridos, y cerca de 200 prisioneros, causando una gran revuelta entre la población civil cartagenera, lo que llevaría al general Tomas Cipriano de Mosquera suprimir lo que quedaba de la marina.

### Después de la guerra
Para 1843 y 1844 después de acabada la guerra, los Cartageneros volvieron sus ojos a unos proyectos que la ciudad gestionaba desde hace unos años. Pensaron en la conversión de su puerto y su ciudad amurallada en una zona de libre comercio, en una Zona franca. La idea de los Cartageneros era hacer un puerto libre para que los comerciantes extranjeros pudieran descargar en Cartagena sus depósitos y almacenes sin pagar derechos de aduana. Con esto se economiza el viaje a los comerciantes granadinos en el exterior, que era costoso y lleno de peligros con ventajas para todos pero fue un fracaso.
El resto del siglo la vida del país transcurre en una sucesión de enfrentamientos entre bolivarianos y santanderistas; artesanos y librecambistas; conservadores y liberales; federalistas y centralistas; terratenientes, esclavos y aparceros; clericales y radicales, que dan lugar a un rosario de conflictos civiles.

### Desde 1950
En la década de 1950 Cartagena comienza su renacimiento. La navegación por el Canal del Dique fue restablecida luego de que este fuera reestructurado para el servicio permanente de la ciudad en 1952. Por su parte, el oleoducto de Mamonal proveniente de Barrancabermeja, inició una reactivación económica gracias a la industria petroquímica. Luego entró en funcionamiento la Troncal de Occidente que trasporta la mayor cantidad de mercancía que entra y sale por el puerto de Cartagena desde y hacia el interior del país.
Así, la ciudad se convirtió en un puerto marítimo importante para el comercio nacional, compitiendo con Barranquilla. El florecimiento del turismo, amplió las posibilidades de progreso para Cartagena de Indias, llevando a valorización de su casco histórico, que fue declarado Monumento Nacional en 1959, y Puerto, fortalezas y conjunto monumental de Cartagena que es Patrimonio de la Humanidad desde 1984.